# Victims of Deception
Victims of Deception è il secondo album della band Heathen, pubblicato nel 1991 dalla Roadrunner Records.

## Tracce
1. Hypnotized – 8:35
2. Opiate The Masses – 7:51
3. Heathen's Song – 9:26
4. Kill The King (Rainbow cover) – 3:34
5. Fear Of The Unknown – 7:09
6. Prisoners Of Fate – 6:21
7. Morbid Curiosity – 6:28
8. Guitarmony – 3:32
9. Mercy Is No Virtue – 6:28
10. Timeless Cell Of Prophecy – 5:23
11. Hellbound – 3:40

Durata totale: 68:27

## Formazione
- David White (David Godfrey) - voce
- Lee Altus - chitarra
- Doug Piercy - chitarra
- Marc Biedermann - basso
- Darren Minter - batteria